# Backspacer
| 전문가 평가          | 전문가 평가 |
| 총 점수              | 총 점수     |
| 출처                 | 점수        |
| -------------------- | ----------- |
| 메타크리틱           | 79/100      |
| 평가 점수            |             |
| 출처                 | 점수        |
| AllMusic             | [ 4 ]       |
| Entertainment Weekly | B           |
| The Guardian         | [ 6 ]       |
| Los Angeles Times    | [ 7 ]       |
| The New York Times   | mixed       |
| Pitchfork            | 4.6/10      |
| Q                    | [ 9 ]       |
| Rolling Stone        | [ 10 ]      |
| Spin                 | 8/10        |
| Time                 | favorable   |

《Backspacer》는 2009년 9월 20일에 발매된 미국의 얼터너티브 록 밴드 펄 잼의 아홉 번째 스튜디오 음반이다. 그 밴드 멤버들은 2007년에 기악곡과 데모곡을 쓰기 시작했고, 다음 해에 음반 작업을 하기 위해 모였다. 이 음반은 프로듀서 브렌단 오브라이언과 함께 2009년 2월부터 4월까지 녹음되었는데, 그는 1991년 데뷔 음반 《Ten》과 2006년 셀프 타이틀 음반을 제외하고는 모든 펄 잼 음반을 작업했지만, 이것은 1998년 《Yield》 이후 그의 첫 프로듀싱 크레딧이었다. 소재는 캘리포니아주 로스앤젤레스의 헨슨 레코딩 스튜디오에서 녹음되었으며, 조지아주 애틀랜타의 오브라이언 소유의 서던 트랙스 레코딩에서도 녹음되었다. 밴드 경력 중 가장 짧은 이 음반은 정치적으로 영향을 받은 전임자 《Riot Act》와 《Pearl Jam》보다 더 낙관적인 모습의 가사를 특징으로 하는데, 이는 프론트맨 에디 베더가 버락 오바마의 당선에 기여한 것이다.
이 밴드는 아일랜드 레코드와의 라이선스 계약을 통해 유니버설 뮤직 그룹에 의해 전 세계적으로 배급된 자체 레이블 몽키렌치 레코드를 통해 이 음반을 발매했다. 음반의 실제 복사본은 북미에서 타깃 코퍼레이션을 통해 판매되었으며, 프로모션에는 월드 투어인 버라이즌 커뮤니케이션스과의 계약과 적당히 성공적인 싱글 〈The Fixer〉와 〈Got Some〉/〈Just Behl〉e이 포함되었다. 《Backspacer》에 대한 리뷰는 대체로 긍정적이었고, 이 음반은 1996년의 《No Code》 이후 미국 빌보드 200에서 펄 잼의 첫 번째 차트 1위가 되었고, 캐나다, 호주, 뉴질랜드에서도 1위를 차지했다.

## 배경
2007년, 펄 잼의 2006년 투어가 끝난 후, 밴드 멤버들은 이메일을 통해 가끔 연락하면서 데모 자료를 녹음하기 시작했다. 기타리스트 마이크 매크리디는 당시 기타리스트 스톤 고사드와 드러머 맷 캐머런과 함께 별도의 세션에서 몇 가지 아이디어를 테스트했다고 밝혔다. 밴드가 더 후의 〈Love, Reign o'er Me〉를 《레인 오버 미》 사운드 트랙에 녹음하도록 초대받은 후, 그들은 오랜 협력자 브렌단 오브라이언에게 전화를 걸어 커버를 제작하기로 결정했다. 그 경험 동안, 오브라이언과 펄 잼은 그들이 스튜디오 음반을 다시 작업하기에 좋은 시간이라고 결정했다. 이 아홉 번째 음반은 1998년의 《Yield》 이후 오브라이언의 첫 번째 프로듀싱 크레딧인 펄 잼이 될 것이다. 밴드는 오브라이언이 《Backspacer》의 사운드를 결정하는 데 더 큰 자유를 허락했다. "이 시점에서, 저는 우리가 누군가가 그 노래들을 약간 잘라내도록 기꺼이 허락할 것이라고 생각합니다"라고 리드 보컬리스트 에디 베더가 말했다. "과거에 브렌단은 '멋진 노래지만, 저는 당신이 그것을 다른 키로 해야 한다고 생각합니다'라고 말했고, 우리는 아니라고 대답했습니다. 하지만 브루스 스프링스틴이 그의 제안에 귀를 기울였다는 말을 듣고 나니, 우리도 그럴 것이라고 생각합니다." 베이시스트 제프 아멘트는 "그는 그가 생각하는 것이 효과가 있고 그렇지 않은 것에 잔인하게 정직한 접근법을 가지고 있으며, 그것은 정말로 상황을 진전시킵니다. 우리는 어쩌면 그렇게 좋지도 않은 아이디어에 짓눌리지도 않습니다. 그는 우리가 음악으로 신뢰하는 밴드 외부의 몇 안 되는 사람들 중 한 명이며, 우리는 이 음반을 만들기를 정말로 기대하고 있습니다."

## 커버 아트
이 음반의 커버 아트는 편집 만화가 댄 퍼킨스가 담당했는데, 그는 필명 톰 투머로우로 통한다. 퍼킨스는 그 커버 아트를 작업하는데 6개월을 보냈다. 2009년, 16개의 대체 주간지의 출판사인 빌리지 보이스 미디어는 퍼킨스의 "디스 모던 월드"를 포함하여 전 체인에 걸쳐 모든 신디케이트 만화를 중단했다. 퍼킨스는 로스앤젤레스, 미니애폴리스, 뉴욕, 시애틀을 포함한 도시에서 12개의 고객 신문을 잃어버렸고, 그의 친구 베더는 만화가를 지지하는 공개 편지를 펄 잼 웹사이트에 게시했다. 퍼킨스는 이 작품을 "꿈과 추억"이라고 불렀고, 고사드는 이 작품을 "비자로 다른 세계의 꿈의 풍경"이라고 불렀다. 이 음반의 커버 아트는 퍼킨스가 만든 9개의 이미지를 특징으로 하며, 밴드의 공식 웹사이트에서 경연을 통해 공개되었다. 이 9개의 이미지는 다양한 웹사이트에 숨겨져 있었고, 이 대회는 인터넷 사용자들에게 이미지가 포함된 웹사이트를 검색하도록 요청했다. 그러면 이미지들은 클릭한 후 펄 잼 웹사이트의 그리드에 놓이게 된다. 모든 이미지를 찾은 후, 사용자들은 〈Speed of Sound〉라는 노래의 데모 버전으로 보상을 받았다. 한정판 게이트폴드 슬리브 버전의 커버와 척추에는 "Backspacer" 키가 어둠 속에서 빛난다.

## 곡 목록
모든 곡들은 에디 베더에 의해 작사하였다.
| #   | 제목                    | 작곡                                    | 재생 시간 |
| --- | ----------------------- | --------------------------------------- | --------- |
| 1.  | 〈Gonna See My Friend〉 | 베더                                    | 2:47      |
| 2.  | 〈Got Some〉            | 제프 아멘트                             | 3:01      |
| 3.  | 〈The Fixer〉           | 맷 캐머런, 마이크 매크리디, 스톤 고사드 | 2:57      |
| 4.  | 〈Johnny Guitar〉       | 캐머런, 고사드                          | 2:49      |
| 5.  | 〈Just Breathe〉        | 베더                                    | 3:34      |
| 6.  | 〈Amongst the Waves〉   | 고사드                                  | 3:57      |
| 7.  | 〈Unthought Known〉     | 베더                                    | 4:08      |
| 8.  | 〈Supersonic〉          | 고사드                                  | 2:38      |
| 9.  | 〈Speed of Sound〉      | 베더                                    | 3:34      |
| 10. | 〈Force of Nature〉     | 매크리디                                | 4:03      |
| 11. | 〈The End〉             | 베더                                    | 2:55      |

## 인증
| 국가                                                  | 인증     | 판매량/출하량 |
| ----------------------------------------------------- | -------- | ------------- |
| 오스트레일리아 (ARIA)                                 | 플래티넘 | 70,000^       |
| 캐나다 (뮤직 캐나다)                                  | 플래티넘 | 80,000^       |
| 이탈리아 (FIMI)                                       | 플래티넘 | 60,000*       |
| 뉴질랜드 (RMNZ)                                       | 골드     | 7,500^        |
| 포르투갈 (AFP)                                        | 골드     | 10,000^       |
| 영국 (BPI)                                            | 실버     | 60,000^       |
| 미국 (RIAA)                                           | 골드     | 500,000^      |
| *판매량을 기반으로 한 인증 ^출하량을 기반으로 한 인증 |          |               |